# Mario Kelentrić
Mario Kelentrić (Gradačac, 31. siječnja 1973.) je hrvatski rukometni vratar i bivši rukometni reprezentativac.
Trenutno radi kao trener vratara u Vfl Gummersbachu